# Punta Stilo
Punta Stilo, nota anche come capo Stilo e in periodo magno-greco come Cocintum (Cocynthum) è una località che si trova nel comune di Monasterace e dove è situato l'omonimo faro di Punta Stilo e i resti archeologici della città di Kaulon.

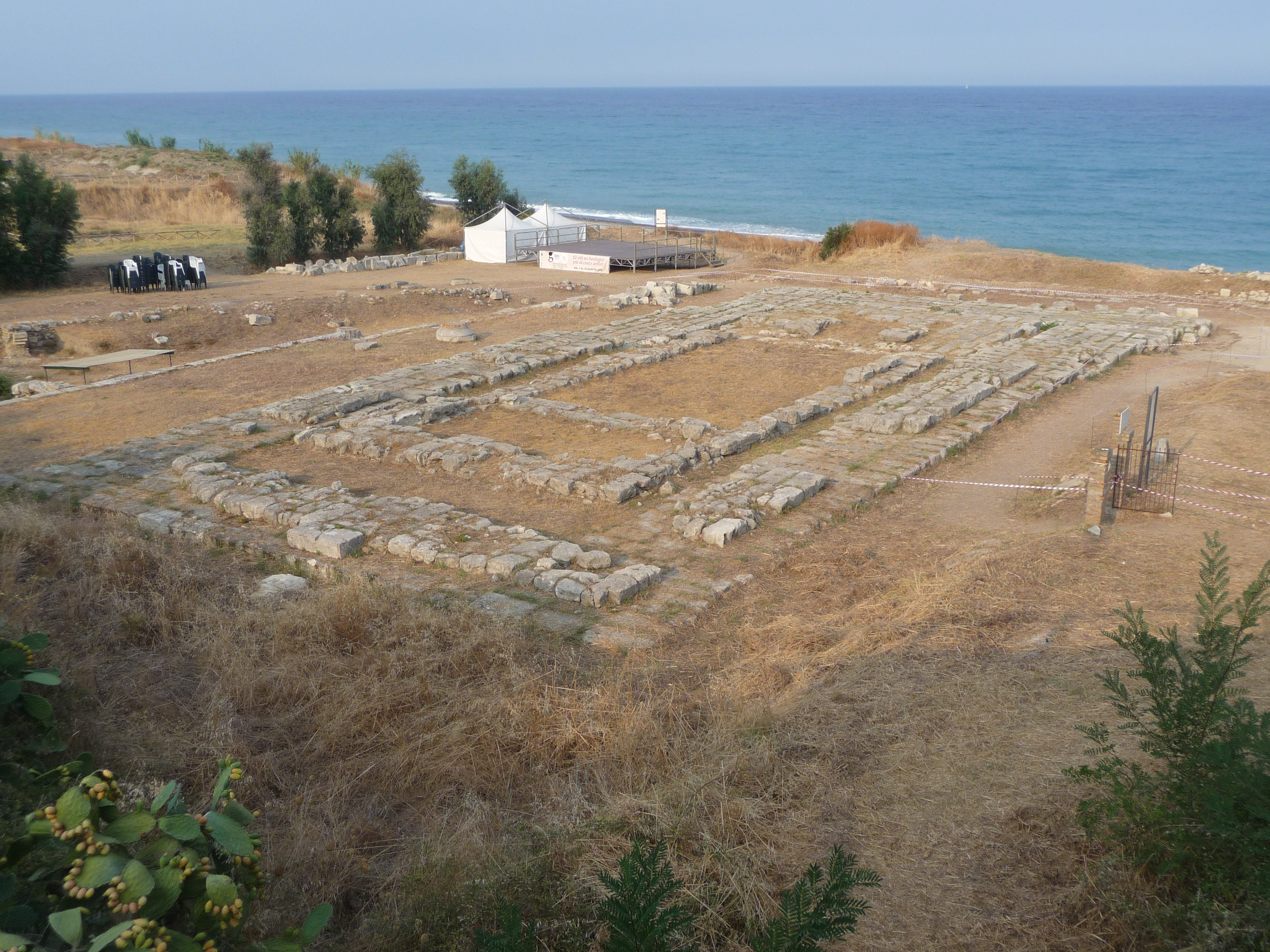
Resti del tempio di Kaulon.

In età antica, chiamato con il nome di Cocintum fu sede della città di Kaulon e successivamente dell'antica Stilo, allora chiamata Stilida da cui prende il nome.
In età contemporanea, durante la seconda guerra mondiale al largo del promontorio si svolse la cosiddetta battaglia di Punta Stilo tra la marina italiana e quella britannica.